# Österreichische Wolfsmilch
Die Österreichische Wolfsmilch (Euphorbia austriaca) ist eine Pflanzenart aus der Gattung Wolfsmilch (Euphorbia austriaca) innerhalb der Familie der Wolfsmilchgewächse (Euphorbiaceae). Sie ist ein österreichischer Endemit in den nordöstlichen Kalkalpen der montanen bis subalpinen Höhenstufe.

## Beschreibung

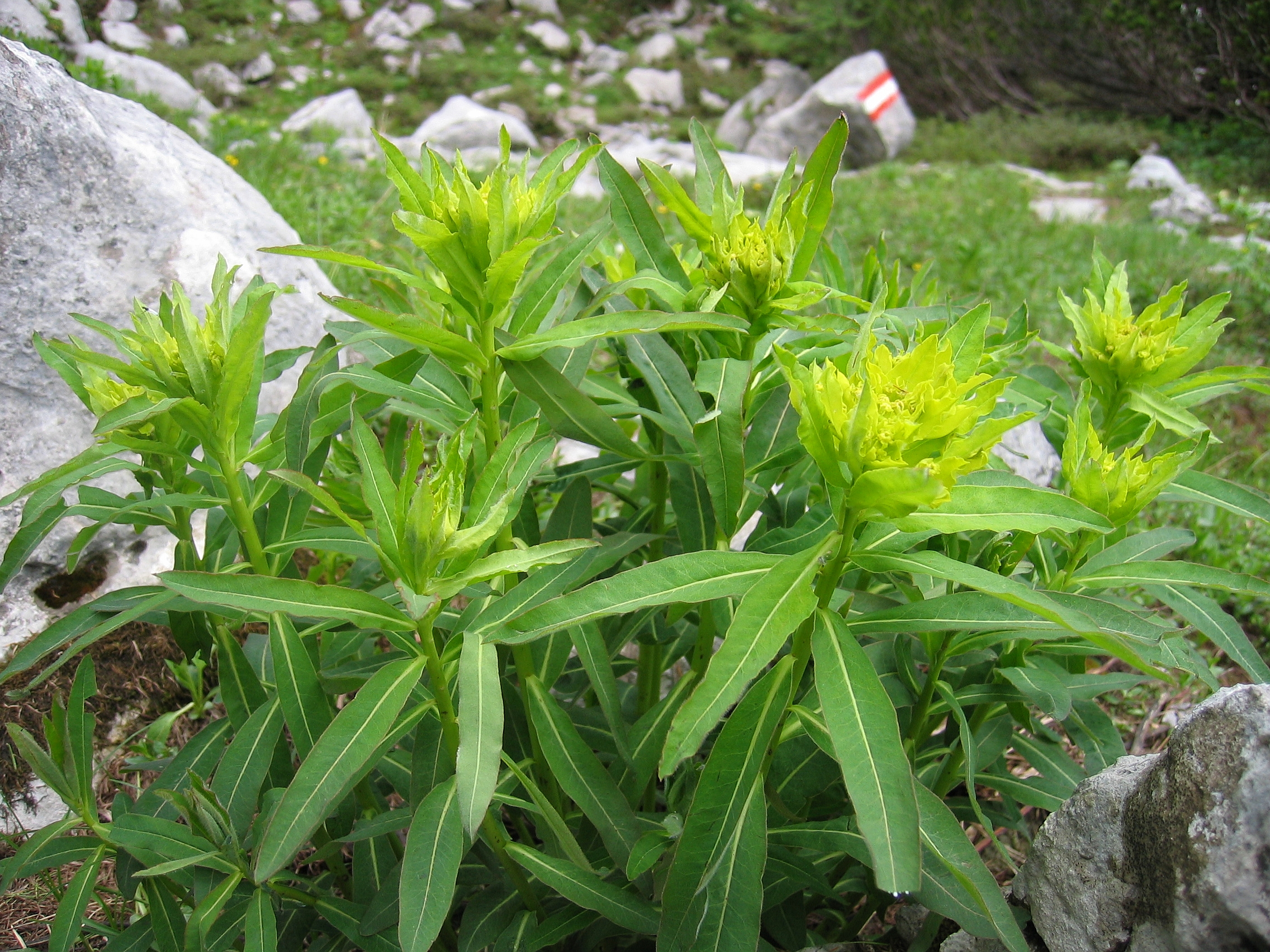
Habitus im Habitat auf der Wurzeralm in Oberösterreich

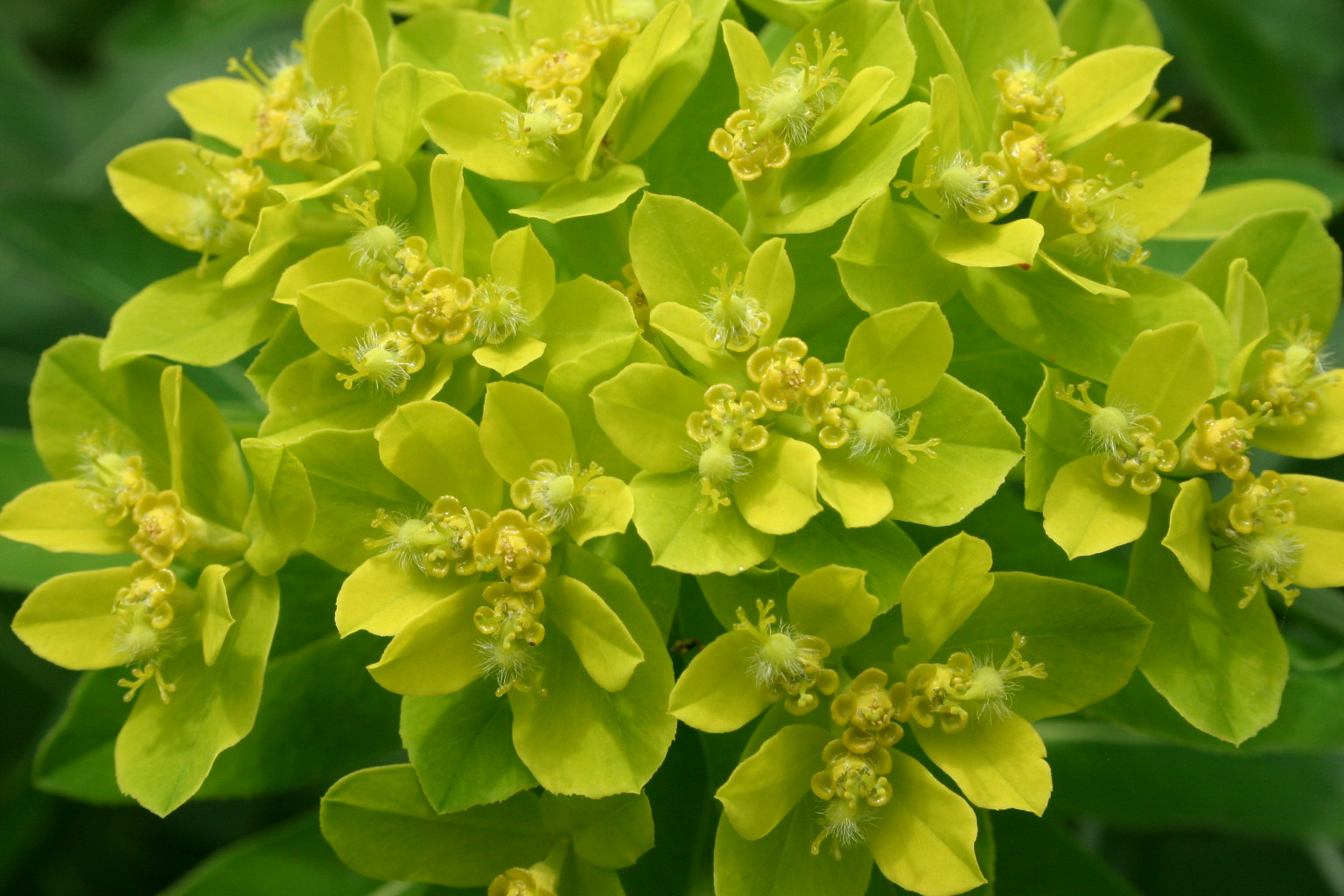
Cyathien

### Vegetative Merkmale
Die Österreichische Wolfsmilch wächst als ausdauernde krautige Pflanze und erreicht Wuchshöhen von 50 bis 80 Zentimetern. Als Speicher- und Überdauerungsorgan dient ein dick-walzliches Rhizom. Weitkriechende unterirdische Ausläufer stellen die vegetative Vermehrung sicher. Die Österreichische Wolfsmilch führt einen ätzend-scharfen, giftigen Milchsaft. Die aufrecht wachsende Sprossachse kann schwach behaart oder kahl sein.
Die wechselständig angeordneten Laubblätter sind in kurzen Blattstiel und -spreite gegliedert. Die einfache Spreite der mittleren und oberen Stängelblätter sind bei einer Länge von 7 bis 10 Zentimetern sowie einer Breite von 2 bis 3,5 Zentimetern schmal-elliptisch bis verkehrt-eilänglich. Die Blattoberseite ist kahl und die Blattunterseite ist gewöhnlich eine weich behaart. Der Blattrand kann ganzrandig oder fein gesägt sein. Auffällig ist die intensive Gelbgrün-Färbung der Blätter im oberen Abschnitt der Sprossachse. Es sind keine Nebenblätter vorhanden.

### Generative Merkmale
Die Blütezeit reicht von Mai bis Juli. Die Einzelblüten sind zu – für die Arten der Gattung Wolfsmilch typischen – Cyathien angeordnet. Diese vereinigen sich zu einem Pleiochasium, einer doldenförmigen Thyrse. Den obersten Blattachseln entspringen seitliche Teilblütenstände, die die fünfstrahlige endständige Scheindolde nicht überragen. Die Hüllblätter der Blütenstandsstrahlen sind eiförmig-rundlich und gelbgrün gefärbt. Die Hüllchenblätter der Einzelblütenstände weisen eine verkehrt-eiförmige oder eiförmige Form auf und sind ebenfalls von gelbgrüner Farbgebung. Der 4 bis 5 Millimeter lange Hüllbecher des Cyathiums wird aus fünf miteinander verwachsenen Hochblättern gebildet. An dessen Rand befinden sich vier extraflorale querovale, stumpfe Nektardrüsen, die ovale Anhänge ohne Hörnchen aufweisen. Das Cyathium enthält nur eingeschlechtliche Blüten, die zudem keine Blütenhülle besitzen. Im Zentrum befindet sich die weibliche Blüte, die aus einem oberständigen, dreifächrigen, gestielten Fruchtknoten besteht. Die drei Griffel enden in je zwei Narben. In der weiteren Entwicklung verlängert sich der Fruchtknoten und hängt daraufhin nach einer Seite über den Hüllbecher hinaus. Die männlichen Blüten sind in den Achseln der Hochblätter inseriert und bestehen aus einem einzigen gestielten Staubblatt mit zwei Staubbeuteln.
Die seicht gefurchte Kapselfrucht ist etwa 4 Millimeter lang, locker lang behaart, ihre Oberfläche kann glatt oder leicht warzig strukturiert sein. Die glatten Samen sind bei einer Länge von 2,3 bis 2,5 Millimetern eiförmig-kugelig.
Die Chromosomenzahl beträgt 2n = 20.

## Vorkommen
Die Österreichische Wolfsmilch ist ein österreichischer Endemit der nordöstlichen Kalkalpen, vom Ötscher-Gebiet bis ins Salzkammergut. Sie ist zerstreut in den Bundesländern Nieder- und Oberösterreich, Steiermark und Salzburg (hier sehr selten) anzutreffen. Nach Gustav Hegi wurde auch ein Vorkommen in der nordöstlichen Slowakei am Rande der Karpaten entdeckt.
Vorzugsweise wächst sie in frischen, kalkreichen und lichten Wäldern, Hochstaudenfluren und Fettweiden von der montanen bis subalpinen Höhenstufe. Ihre Vorkommen liegen in Höhenlagen von 1200 bis 1900 Metern Meereshöhe; selten bei 1000 Meter oder auch tiefer im Kies der Alpenbäche herabgeschwemmt.

## Taxonomie
Die Erstbeschreibung von Euphorbia austriaca erfolgte 1875 durch  Anton Joseph Kerner in Oesterreichische Botanische Zeitschrift, Band 25, S. 397. Sie wird von manchen Autoren auch als Synonym zur Zottigen Wolfsmilch (Euphorbia iilirica Lam.) gestellt.